# Le Jour avant le lendemain

Le Jour avant le lendemain (titre original: Before Tomorrow) est un film canadien réalisé par Marie-Hélène Cousineau (en) et Madeline Ivalu (en) et sorti en 2008. Il est l'adaptation du roman Før morgendagen (Le jour avant le lendemain) de l'écrivain danois Jørn Riel. 

## Synopsis
Le film se déroule dans une communauté inuit à Nunavik (Québec) dans les années 1840.

## Récompenses
Le film a été nommé plusieurs fois lors de la trentième édition de la remise des prix Génie en 2010, notamment dans les catégories du meilleur film, du meilleur acteur pour Paul-Dylan Ivalu, de la meilleure actrice pour Madeline Ivalu (en), du meilleur réalisateur et de la meilleure adaptation. Il a été récompensé du prix Génie des meilleurs costumes.

## Distribution
- Peter-Henry Arnatsiaq : Apak
- Madeline Ivalu (en) : Ninioq
- Paul-Dylan Ivalu : Maniq
- Mary Qulitalik : Kuutujuk
- Tumasie Sivuarapik : Kukik